# Great Tower Street

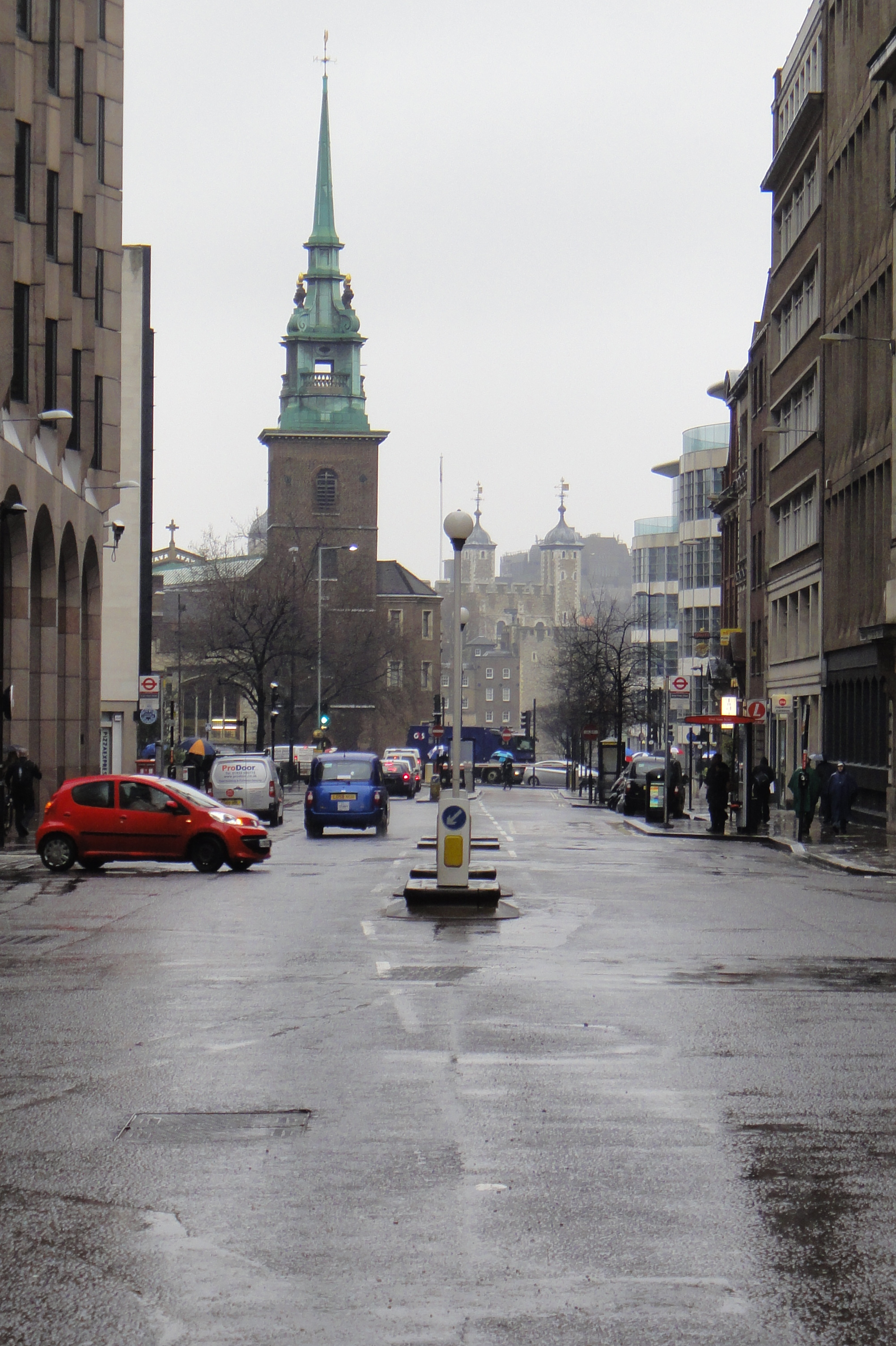
Great Tower Street, Blick nach Südost Richtung All Hallows-by-the-Tower und Tower Hill.

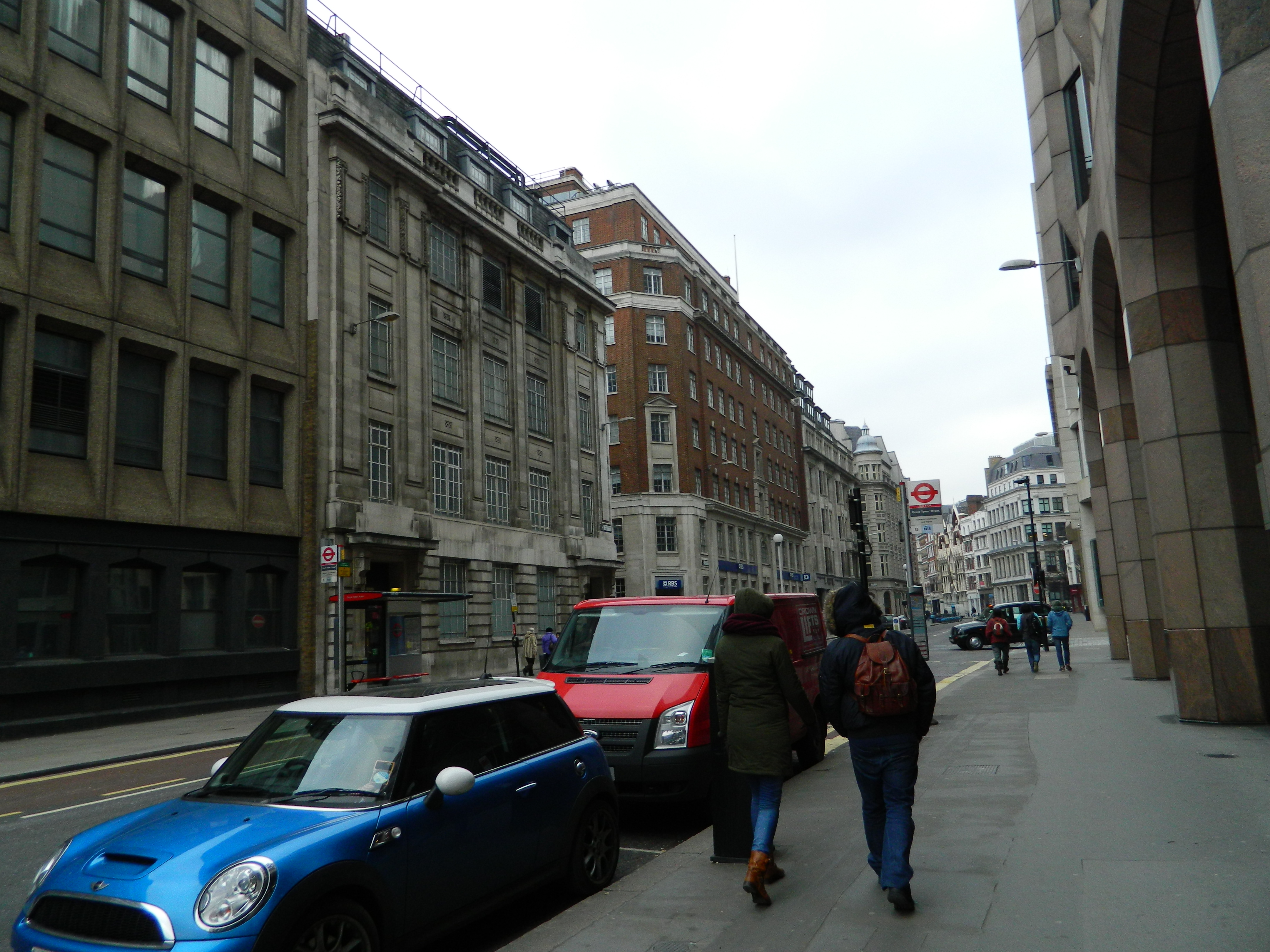
Great Tower Street, Blick nach Nordwest.

Die Great Tower Street, ehemals Tower Street ist eine Straße in der City of London. Sie führt vom Tower Hill nach Westen durch die City of London.
Die Great Tower Street ist Teil einer Ost-West-Verbindung durch die City. Ursprünglich verband sie den Tower of London im Osten mit der Eastcheap im Westen. Der Bau der Metropolitan Railway im Jahr 1882 bis 1884 änderte das Straßensystem der City. Die Byward Street schneidet seitdem die Tower Street. Nun endet diese als Straße an der Byward Street und der Kirche All Hallows-by-the-Tower und geht als nicht-gekennzeichneter Fußweg weiter zum Tower. Nach der Straße ist der Bezirk Tower Ward der City of London benannt.

## Geschichte
Das erste Mal in Urkunden taucht die Tower Street im Jahr 1250 auf. Obwohl es naheliegend erscheint, dass sie nach dem Tower of London benannt ist, ist es auch möglich, dass in der Straße ein weiterer Turm stand. Im Laufe der Jahrhunderte entwickelte sich die Straße zu einem Teil des Prozessionszuges der britischen Monarchen bei zeremoniellen Anlässen, die mit dem Tower zu tun hatten.
Ursprünglich lebten in der Tower Street vor allem Seeleute, Schiffsausrüster und andere mit der Seefahrt befasste Londoner. Dabei war die Straßenfront vor allem von Büros und repräsentativen Geschäften gesäumt, während Werkstätten und weniger repräsentative Läden in den kleinen Nebenstraßen der Tower Street standen. Die Tower Street war lange Zeit Mittelpunkt des Tower Wards in London. Erst durch die Neugestaltung der Bezirke im Jahr 2003 verlor der Tower Ward den größten Teil der Tower Street, die mehreren anderen Bezirken zugeschlagen wurde.
Im Januar 1649 kam es zu einer gewaltigen Explosion in der Tower Street. Der Schiffsausstatter Robert Porter hatte über Nacht 27 Fässer Schießpulver in seinem Haus gelagert, die er am nächsten Tag auf ein Schiff im Pool of London bringen wollte. In Porters Haus brach ein Feuer aus, dass das Schießpulver erreichte. Die Explosion der Fässer zerstörte mehrere Gebäude in der Umgebung und kostete 67 Menschen das Leben. Zu der Zeit wurden diese  Explosionen und Folgen als "Großer Brand von London" bezeichnet, 17 Jahre bevor der Große Brand von London stattfand.
Neben den Schiffsausstattern waren zahlreiche Pubs und Cafés in der Straße. Die Dolphin Tavern war eine Stammkneipe von Samuel Pepys und kommt dementsprechend in seinen Tagebüchern vor. Das Pub in 48 Tower Street war ein Pub, das Peter der Große regelmäßig frequentierte, als er in London Schiffbau lernte, und hieß später Czars Head. Das Cafehaus von Edward Lloyd an der Tower Street war Treffpunkt der Schiffer und Händler. Dort wurden die neusten Nachrichten aus der Seefahrt gehandelt, und über die Zeit entwickelte sich hier auch ein Handel für Schiffsversicherungen. Aus diesem Cafe entstand sowohl die Versicherungsbörse von Lloyd’s of London wie auch das Lloyd’s Register of Shipping.
Auch beobachtete Pepys das Ende des Großen Brands von London von der Tower Street aus. Ingenieure der englischen Armee zerstörten Häuser am östlichen Ende der Straße und schufen so eine Feuerschneise, an der der Große Brand stoppte. So blieben Tower und All Hallows-by-the-Tower vom Feuer verschont.
Als eine von nur wenigen Straßen der Londoner City gibt es in der Great Tower Street noch einzelne Wohnungen.

## Bauten
Prägend für das heutige Straßenbild der Tower Street sind große Bürobauten des 20. und frühen 21. Jahrhunderts. Der Minster Court aus dem Jahr 1991 nimmt größere Teil der Nordseite der Straße im Osten ein. Etwas weiter westlich liegt der Plantation Place von 2004.
Nicht ganz so große bemerkenswerte Gebäude an der Straße sind beispielsweise Millocrat House (1951–1954) und das Bürogebäude von Harrison & Crosfield von 1911. Auf der Südseite stehen mehrere Bauten aus rotem Backstein, die aus der ersten Hälfte des 20. Jahrhunderts stammen, die auch alle als Büro- und Verwaltungsgebäude genutzt werden.
Das östliche Ende der Tower Street führt mittlerweile als Fußweg und right-of-way direkt durch das Gebäude Tower Place am Tower Hill und ist als Straße nicht mehr gekennzeichnet.